# Кратчайшая история времени

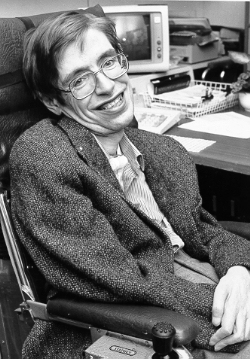
Стивен Хокинг

«Кратча́йшая исто́рия вре́мени» (англ. A Briefer History of Time) — научно-популярная книга, написанная известным английским физиком Стивеном Хокингом и американским физиком Леонардом Млодиновым, впервые изданная в 2005 году американским издательским домом «Bantam Books».
В книге рассказывается о появлении Вселенной, чёрных дырах, теории суперструн, развитии теории относительности и квантовой механике. В последних главах сделан обзор фундаментальных взаимодействий и попыток создания объединённой теории.
Книга написана живым языком и рассчитана на рядового читателя. Является обновлённым и дополненным новыми открытиями в науке переизданием книги Стивена Хокинга «Краткая история времени». В частности, в книге отражены результаты наблюдений спутника COBE и телескопа Хаббл.
В заключении русскоязычного издания 2014 года приведены краткие заметки с малоизвестными фактами из жизни А. Эйнштейна, Г. Галилея, И. Ньютона.